# إلفين رالف هايبيرغ
إلفين رالف هايبيرغ (بالإنجليزية: Elvin Ralph Heiberg)‏ هو ضابط أمريكي، ولد في 12 أبريل 1873 في مينيسوتا في الولايات المتحدة، وتوفي في 2 مارس 1917 في أوديني في إيطاليا.